# محافظة أواكا
محافظة أواكا هي محافظة في جمهورية أفريقيا الوسطى، بلغ عدد سكانها 276٬710  نسمة، في 2003، عاصمتها بامباري، تبلغ مساحتها 49٬900 كيلومتر مربع.

## الموقع
تشترك في الحدود مع:
- محافظة كيمو
- محافظة هوت-كوتو
- محافظة بامينغوي بانغوران
- نانا-جريبيزي
- محافظة باس-كوتو.